# Coco Chanel
Coco Chanel   (Saumur, 19 d'agost de 1883 - Hôtel Ritz Paris, 10 de gener de 1971) nom de naixement Gabrielle Bonheur Chanel, fou una dissenyadora d'alta costura i empresària francesa. Fundadora i homònima de la marca Chanel, a l'era posterior a la Primera Guerra Mundial se li va acreditar la popularització d'un estil esportiu i casual elegant com a estàndard d'estil femení. Això va substituir la "silueta encotillada" que dominava abans per un estil més senzill, que necessitava molt menys temps de posar i treure, més còmode i menys costós, i tot sense renunciar a l'elegància.

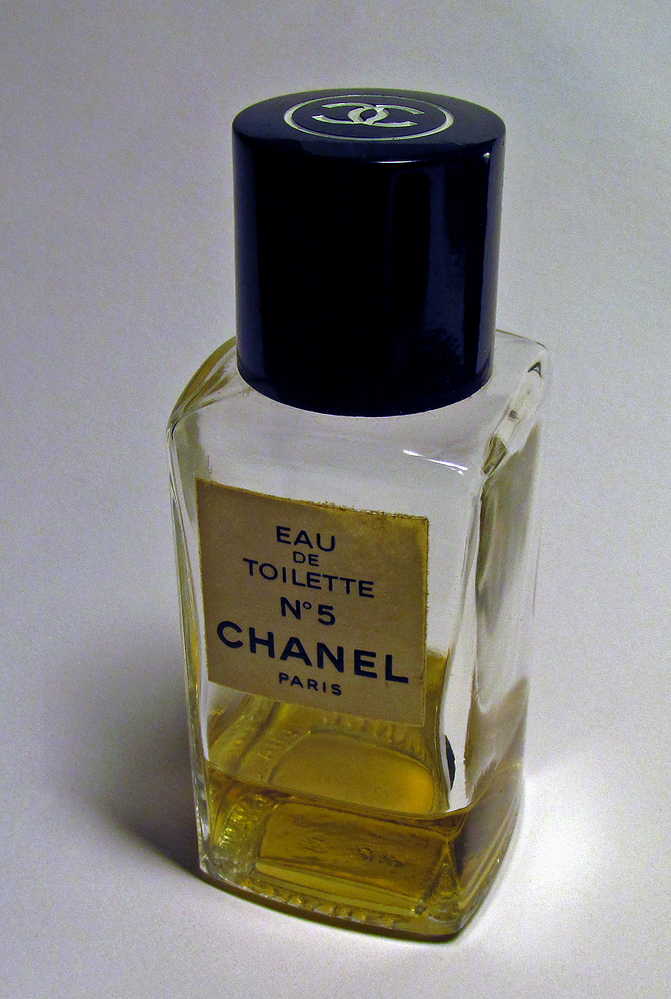
Flascó de Chanel N° 5.

És l'única dissenyadora de moda que figura a la llista de les 100 persones més influents del segle XX de la revista Time. Creadora de moda prolífica, Chanel va estendre la seva influència més enllà de la roba d'alta costura, realitzant el seu disseny estètic en joies, bosses de mà i fragàncies. El seu aroma característic, Chanel No. 5, s'ha convertit en un producte icònic, i la mateixa Chanel va dissenyar el seu famós monograma de CC entrellaçat, que s'utilitza des dels anys vint.
La seva casa de costura va tancar el 1939, amb l'esclat de la Segona Guerra Mundial. Chanel es va quedar a França i durant la guerra va ser criticada per col·laborar amb els ocupants nazi-alemanys i el règim titella de Vichy per impulsar la seva carrera professional. Un dels enllaços de Chanel va ser amb un diplomàtic alemany, el baró (Freiherr) Hans Günther von Dincklage. Després de la guerra, Chanel va ser interrogada sobre la seva relació amb Dincklage, però no va ser acusada com a col·laboradora a causa de la intervenció del primer ministre britànic Winston Churchill. Quan va acabar la guerra, Chanel es va traslladar a Suïssa, tornant a París el 1954 per reviure la seva casa de moda. El 2011, Hal Vaughan va publicar un llibre sobre Chanel basat en documents recentment desclassificats, revelant que havia col·laborat directament amb el servei d'intel·ligència nazi, el Sicherheitsdienst. Un pla a finals de 1943 era que ella portés una proposta de pau de les SS a Churchill per posar fi a la guerra.

## Biografia
Va néixer el 19 d'agost del 1883 a la població francesa de Saumur. Va ser el segon fill de Jeanne amb Albert Chanel; la primera, Julia, havia nascut menys d'un any abans. La seva mare va morir quan ella tenia només 12 anys, i el seu pare la va internar, junt amb les seves dues germanes, en un orfenat. Aquesta separació amb els seus pares va omplir la seva vida de solitud. En néixer, el nom de Chanel va ser inscrit al registre oficial com a "Chasnel". Jeanne estava massa malament per assistir a la inscripció, i Albert estava registrat com a "viatjant". Va anar a la seva tomba com a Gabrielle Chasnel perquè corregir legalment el nom mal escrit del seu certificat de naixement revelaria que va néixer en un hospici de pobres. La parella va tenir sis fills: Julia, Gabrielle, Alphonse (el primer nen, nascut el 1885), Antoinette (nascut el 1887), Lucien i Augustin (que va morir als sis mesos) i vivien amuntegats en un allotjament d'una habitació a la ciutat. de Brive-la-Gaillarde.
Eugénie Jeanne Devolle va morir als 31 anys, el 6 de febrer de 1895 exhausta pels continus embarassos, el dur treball i la tuberculosi. Gabrielle tenia dotze anys. El seu pare va confiar llavors els seus dos fills homes a l'assistència pública que els col·locarà a granges, mentre les seves tres filles van ser acollides a l'orfenat del monestir d'Aubazine, Corrèze, gestionat per la Congregació del Sant Cor de Maria, on Gabrielle i les seves germanes van rebre una estricta disciplina i van aprendre a cosir, brodar a mà i planxar.
| «              | Durant la meva infància només vaig desitjar ser estimada. Cada dia pensava com treure'm la vida, encara que, en el fons, ja era morta. Només l'orgull em va salvar. | » |
| — Coco Chanel, | |   |

Chanel va fugir sempre del record de l'orfenat d'Aubazine, però l'austeritat d'aquesta abadia cistercenca del segle XII va determinar el seu estil reinterpretant alguns dels detalls arquitectònics del lloc, recull Edmonde Charles-Roux a la seva biografia Coco Chanel, L'Irrégulière. Les seves primeres biografies recullen les històries que Coco va inventar. Va al·legar orígens burgesos per tal d'amagar la seva condició humil, i va afirmar que quan la seva mare va morir, el seu pare va viatjar a Amèrica a la recerca de fortuna i ella va quedar a cura d'unes tietes insensibles. També va declarar haver nascut el 1893 en comptes del 1883 i que la seva mare havia mort quan només comptava dos anys en lloc de dotze.
Després d'adquirir coneixements bàsics de costura durant sis anys a Aubazine, en complir 18 anys Chanel va ser enviada a un internat religiós a la ciutat de Moulins-sur-Allier, on residien els seus avis paterns, Angelina i Henri-Adrien Chanel. La institució gaudia de bona reputació per formar professionalment noies sense recursos o de pagament, i trobar-los una feina digna un cop acabat el seu aprenentatge. Allà va coincidir amb la seva jove tia Adrienne, tot just dos anys més gran que ella, que es va convertir en la seva amiga i còmplice.

### Aspirant a una carrera artística
Les dues joves van trobar feina en una botiga de teles com a ajudants d'un sastre de Moulins.
Els homes que anaven a la sastreria coquetejaven amb les joves i les convidaven al cabaret local, on Gabrielle es va sentir atreta pel món de l'espectacle i va començar a cantar sobre els escenaris d'un cafè concert de Molins anomenat «La Rotonde». Va ser una de les tantes noies anomenades posseuses, aquelles que entretenen el públic entre els canvis de vestuari dels artistes principals. Els diners recaptats eren aquells que obtenien en passar el plat entre el públic com a apreciació per la seva interpretació. Va ser per aquella època quan Gabrielle va rebre el sobrenom de Coco, possiblement per dues cançons del seu repertori que van arribar a identificar-la: Ko ko ri ko i Qui qu'a vu Coco?, una tonada popular que narrava la història d'una noia que havia perdut el seu gos Coco. Altres fonts indiquen que podria ser per cocotte, un terme francès que fa referència a la dona mantinguda. Com a intèrpret irradiava un encant juvenil que fascinava els militars habituals del cabaret.

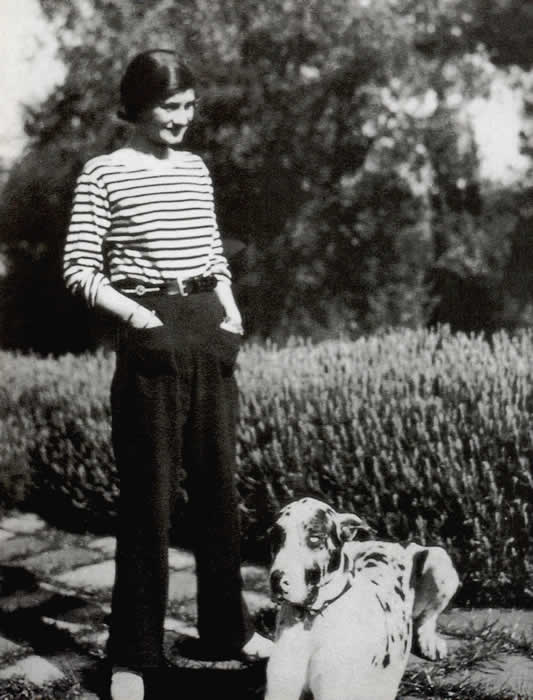
Gabrielle (Coco) Chanel amb un top mariner de ratlles que ella popularitzaria (1928).

El 1906 es trobava a Vichy, una ciutat turística coneguda per les seves aigües termals, que comptava amb una gran quantitat de sales de concert, teatres i cafès on esperava trobar l'èxit com a intèrpret. Els seus encants juvenils i físics van impressionar aquells que li van fer proves però la seva veu de cant no era perfecta i això no li va permetre trobar feina. Obligada a trobar una feina, va decidir ingressar a les instal·lacions de la font de la «Gran Grille», repartint gots d'aigua mineral. Quan la temporada estiuenca va acabar, va tornar a Moulins i, per tant, al seu antic treball a «La Rotonde», encara que desesperançada de consagrar-se com a cantant. Va ser també a la ciutat-balneari de Vichy en la que va començar una carrera de cantant de cabaret. Tot i no tenir molt d'èxit en la carrera de la música, va ser el motiu d'origen del seu sobrenom "Coco", que va guanyar per la semblança de les seves dues cançons més aplaudides: "Qui qu'a vu Coco?" i "Ko-ko-ri-ko".

### Balsan i Capel
A Moulins, Chanel va conèixer l'oficial de cavalleria i ric hereu tèxtil francès, Étienne Balsan. Amb 23 anys es va convertir en la seva amant i va suplantar com a favorita la cortesana Émilienne d'Alençon. Durant els següents tres anys, van viure junts al seu castell Royallieu prop de Compiègne, una zona destacada pel seu bosc de senders eqüestres i la vida de caça i polo. Aquest estil de vida va permetre a Chanel portar una vida de riquesa i lleure, i fomentar el seu caràcter social en festes d'alt prestigi. La biògrafa Justine Picardie va suggerir que el nebot de la dissenyadora de moda, André Palasse, suposadament fill únic de la seva germana Julia-Berthe que va decidir suïcidar-se, era en realitat el primogènit de Chanel i Balsan.
El 1908, va començar un romanç amb un dels millors amics de Balsan, el capità anglès Arthur Edward «Boy» Capel. Durant els seus últims anys, Chanel va recordar: «Dos cavallers estaven pujant pel meu petit cos calent».
Capel, un membre ric de la classe alta anglesa, la va instal·lar en un apartament a París i va finançar les seves primeres botigues. El disseny de l'ampolla de la fragància Chanel Nº5 té dos orígens probables atribuïbles a les sensibilitats de disseny sofisticades de Capel. Es creu que Chanel va adoptar les línies rectangulars bisellades de les ampolles de tocador Charvet que Capel portava a la seva caixa de cuir de viatge o l'estil del seu decantador de whisky que admirava tant que desitjava reproduir-lo en un «cristall delicat, car i exquisit». La parella va passar temps en diversos centres turístics de moda com ara Deauville però Capel mai no li va ser fidel. Van romandre junts durant nou anys i fins i tot van continuar la seva relació després del casament de Capel amb l'aristòcrata anglesa lady Diana Wyndham el 1918.
La prematura mort de Capel en un accident automobilístic a finals de 1919 va ser un dels esdeveniments més devastadors per a Chanel. Abatida pel dolor, va començar a utilitzar peces negres en senyal de dol i al cap de poc va dissenyar l'anomenat «petit vestit negre », que es va presentar el 1926 i va ser qualificat per la revista Vogue com el «vestit que tothom farà servir». El vestit negre, disponible només en aquest color, va ser immediatament un èxit i ha estat l'epítom de l'elegància senzilla des de llavors. Després del decés, es va encarregar personalment de construir un monument al lloc de l'accident, que solia visitar els últims anys per dipositar flors a la seva memòria. En 1945, Chanel, que residia a Suïssa, va confiar a el seu amic Paul Morand: «La seva mort va ser un cop terrible per a mi. En perdre Capel, ho vaig perdre tot. He de dir que el que va seguir no va ser una vida de felicitat».

### Dissenyadora de barrets i primeres botigues
Chanel va rebre lliçons per part de dos dels millors assistents de Lucienne Rabatte, una popular dissenyadora de barrets de campana que havia treballat per a la Maison Lewis. Va començar a confeccionar barrets mentre vivia amb Balsan, inicialment com un entreteniment que després va derivar en un negoci comercial de notable acceptació entre els seus clients, molts dels quals eren familiars del seu amant.
Dins del món del cabaret i les festes nocturnes la Gabrielle Bonheur Chanel va conèixer molts homes i es va convertir en amant d'uns quants. Amb un d'aquests homes se'n va anar a París. A la capital francesa, l'any 1909, va obrir el seu primer establiment. Era una botiga de barrets al Boulevard de Malesherbes, i li va posar el nom de Chanel Modes. Va ser la primera experiència d'aquesta gran creadora del món de la moda. Va conèixer artistes i escriptors de gran renom.

### Alliberar la dona
Les creacions de Gabrielle Bonheur Chanel (Coco Chanel), a més de fer dissenys originals i amb un gran toc distintiu, sempre va tenir la intenció de facilitar la vida a les dones. Fins a aquell moment, una dona que s'arreglava havia de portar grans barrets i cotilles cenyídisimes que escanyaven la cintura per fer ressaltar el pit. Gairebé no podien respirar! Ella les va alliberar de tot això: podrien lluir robes molt més còmodes, línies rectes i senzilles que també eren ben elegants.
Se sol considerar que la revolucionària dissenyadora fou la introductora del costum de donar al cos la tonalitat del bronze -el bronzejat- a mitjans dels anys 20 quan, després d'una jornada de navegació, s'adonà que el sol li havia embrunit la pell. A la nit, com de costum, fou el centre d'atenció d'una festa, on comparegué amb un vestit lleuger que combinava ostensiblement amb el bronzejat de la seva pell. Prendre el sol es convertí un una de les activitats estiuenques preferides.

### Chanel N° 5
A més de ser una dissenyadora revolucionària de moda femenina, Coco Chanel va fer una exitosa incursió en el món dels perfums. Va encarregar una aroma especial i sofisticada al creador Ernest Beaux. El perfumista li va fer ensumar 10 proves que havia preparat i Chanel va quedar seduïda per la que duia el número 5, una fórmula màgica que des d'aleshores no ha parat de donar voltes al món. Coco Chanel va obrir el producte al mercat el dia 5 del mes de maig (més número cinc) de l'any 1921. Segons Gabrielle Palasse-Labrunie la dissenyadora va escollir un recipient transparent perquè "calia realçar el contingut, no el continent." 
Un perfum icònic i atemporal, amb un pot d'una senzillesa radical, PARFUM N°5 és l'essència mateixa de la feminitat. El seu bouquet floral aldehid representa "un perfum de dona amb olor de dona", la petició inicial de Gabrielle Chanel. CHANEL N°5 està disponible en 5 interpretacions. Quan Coco Chanel li va demanar a Ernest Beaux que ideés el perfum, va demanar-li un perfum "que fes sentir a les dones lliures i sofisticades", seguint així amb la seva ambició d'alliberar la dona en el seu àmbit: la moda i la bellesa. El perfum té una barreja complexa de notes florals com el gessamí, ylang-ylang, rosa i lliri de les valls, combinades amb vainilla, sàndal i mesc.

### Marilyn Monroe i Chanel N° 5
L'actriu i cantant Marilyn Monroe va aconseguir convertir-se en la icona i cara del perfum Chanel N° 5. Aquesta relació va començar d'una manera completament espontània. En una entrevista de 1952 un periodista li va preguntar què duia per dormir, pregunta a la qual Monroe va respondre: "Just a few drops of Chanel Nº5", és a dir "Només unes gotes de Chanel Nº5". Aquesta resposta va contribuir a la imatge de la sensualitat i misticisme que envoltaven tant la marca de Chanel com el perfum Nº5. Va ser a partir d'aquí en què Monroe va participar en campanyes publicitàries del perfum ajudant així al seu estatus com a símbol de sofisticació.

## Llegat de Coco Chanel
La dissenyadora va deixar per a la història de la moda una casa de moda amb dissenys que revisaven els costums de l'elit, donant a la dona l'oportunitat de pertànyer a aquest estil. La seva implicació en alliberar a la dona a través del camp de la moda i la bellesa va ser marcada per la substitució del cotilló i les faldilles voluminoses amb la introducció d'una estètica que girava al voltant d'estils més esportius, juvenils i informals.
Algunes de les peces de roba més icòniques que van quedar gravades en la història de la moda i encara avui es mantenen presents en el món d'aquesta indústria són els següents:

#### "Little Black dress"
Coco Chanel va fer un gir al color negre, el qual només s'utilitzava en les dones quan s'estava de dol, en crear el "Little Black Dress". Fets de llana o xinilla per portar durant el dia, i de setí, crep o vellut per a la nit, Chanel va permetre a la dona amb pocs recursos "caminar com una milionària".

#### El vestit de "tweed"
Creat als anys 50, Chanel va escollir el tweed per la seva textura suau, resistència i flexibilitat, oferint una alternativa elegant però còmoda als conjunts més rígids de l'època. El vestit tweed va permetre donar imatge sofisticada i alhora casual.

#### La bossa de mà "2.55"
En crear la bossa de mà 2.55 als anys 50, Chanel s'inspirà en les bosses dels soldats que portaven a la guerra. Es tracta d'una peça amb unes fines corretges que permetien a la dona tenir les mans lliures en portar la bossa de mà. L'acoblament i la textura del seu exterior, en canvi, provenien de la relació de Gabrielle amb els esports, sent una referència directa als xalecos utilitzats pels genets en les carreres de cavalls.

#### Les sabates de dos tons
En l'època en què Chanel va crear aquestes sabates, les dones combinaven les sabates que usaven en relació amb la resta del vestit. Llavors Gabrielle va crear una peça de dos tons, la seva punta negra escurçava l'aparença del peu, mentre que el color nude donava la il·lusió de cames més llargues. La creació de Chanel es va fer revolucionària i es va fer en dues versions: sabates de taló i sabatilles.